# Collblanc (métro de Barcelone)
Collblanc est une station des lignes 5, 9 et 10 du métro de Barcelone. Elle porte le nom de San Ramón entre 1969 et 1982.

## Histoire
La station ouvre au public le 3 novembre 1969, à l'occasion de l'entrée en service de la ligne V, sous le nom de San Ramón. C'est la première station du réseau métropolitain à ouvrir en dehors de Barcelone. Elle prend le nom de Collblanc en 1982, alors qu'en parallèle les chiffres arabes remplacent les chiffres romains dans la numérotation des lignes.
Elle accueille ensuite les trames sud de la ligne 9 à partir de son ouverture le 12 février 2016, puis de la ligne 10 à sa mise en service le 8 septembre 2018.

## Services aux voyageurs

### Desserte
- Cimetière de Sants